# 小行星2967
小行星2967（2967 Vladisvyat）是一颗围绕太阳公转的小行星。1977年9月19日，尼古拉·切爾尼赫在克里米亚发现了此天体。
該小行星以中世紀基輔大公弗拉迪米爾一世·斯維亞托斯拉維奇命名。
这颗小行星的绝对星等为.7257327579330676等。